# مطار كوميزو-راغوزا
مطار كوميزو راغوزا (بالإيطالية: Aeroporto di Comiso)‏ يقع على بعد 5 كم من كوميزو و 13 كم من راغوسا في صقلية في إيطاليا. تم تحويله من مطار عسكري إلى مدني بين 2005-2008.

## شركات الطيران والوجهات
| شركـات طيـران | الوجهات |
| ------------- | --- |
| AeroItalia    | موسمي: مطار أوريو أل سيريو، مطار بولونيا، مطار أوريل فلايكو الدولي (تبدأ في 8 يوليو 2023)، مطار ليوناردو دا فينشي |
| ويز للطيران   | مطار مالبينسا (تبدأ في 24 يونيو 2024)، مطار تيرانا الدولي (تبدأ في 26 سبتمبر 2023)                                |